# Isa (Kagoshima)
Isa (jap. 伊佐市 Isa-shi) ist eine Stadt in der Präfektur Kagoshima in Japan, in der 2008 der bis dahin verbliebene Rest des Kreises (-gun) Isa von Kagoshima aufgegangen ist.

## Geschichte
Isa wurde am 1. November 2008 aus der Vereinigung der Stadt Ōkuchi und der Kleinstadt Hishikari (菱刈町, -chō) des Landkreises Isa gegründet. Der Landkreis Isa wurde daraufhin aufgelöst.

## Verkehr
- Straßen:
  - Nationalstraßen 267, 268, 328, 447

## Söhne und Töchter der Stadt
- Takehiko Inoue (* 1967), Mangaka
- Kaionji Chōgorō (1901–1977), Schriftsteller

## Angrenzende Städte und Gemeinden
- Präfektur Kagoshima
  - Izumi
  - Yūsui
  - Satsuma
- Präfektur Miyazaki
  - Ebino
- Präfektur Kumamoto
  - Hitoyoshi
  - Minamata
  - Kuma